# Mikołaj Stogniew
Mikołaj Stogniew (Stojgniew) herbu Lubicz (zm. w 1645 roku) – oboźny koronny w latach 1640-1645, starosta chmielnicki.
Poseł na sejm 1640 roku.